# Polevaia
Polevaia (en rus: Полевая) és un poble de la República de Marí El, a Rússia, que en el cens del 2010 tenia 926 habitants. Pertany al districte rural de Voljsk.